# Бен Клаймер
Бен Клаймер (англ. Ben Clymer, нар. 11 квітня 1978, Блумінгтон) — американський хокеїст, що грав на позиції захисника. Грав за збірну команду США.
Володар Кубка Стенлі.

## Ігрова кар'єра
Хокейну кар'єру розпочав 1995 року.
1997 року був обраний на драфті НХЛ під 27-м загальним номером командою «Бостон Брюїнс».
Протягом професійної клубної ігрової кар'єри, що тривала 12 років, захищав кольори команд «Тампа-Бей Лайтнінг», «Вашингтон Кепіталс», «Біль», «Динамо» (Мінськ) та «ЕРК Інгольштадт».
Загалом провів 454 матчі в НХЛ, включаючи 16 ігор плей-оф Кубка Стенлі.
Виступав за збірну США, провів 7 ігор в її складі.

## Нагороди та досягнення
- Володар Кубка Стенлі в складі «Тампа-Бей Лайтнінг» — 2004.
- Учасник матчу усіх зірок КХЛ — 2009.

## Статистика

### Клубні виступи
| Сезон        | Клуб                      | Ліга         | Регулярний сезон | Регулярний сезон | Регулярний сезон | Регулярний сезон | Регулярний сезон | Плей-оф | Плей-оф | Плей-оф | Плей-оф | Плей-оф |
| Сезон        | Клуб                      | Ліга         | І                | Г                | П                | О                | ШХ               | І       | Г       | П       | О       | ШХ      |
| ------------ | ------------------------- | ------------ | ---------------- | ---------------- | ---------------- | ---------------- | ---------------- | ------- | ------- | ------- | ------- | ------- |
| 1995–96      | «Рочестер Мустангс»       | ХЛСШ         | 10               | 2                | 8                | 10               | 20               | —       | —       | —       | —       | —       |
| 1996–97      | Міннесотський університет | ЗКХА         | 29               | 7                | 13               | 20               | 64               | —       | —       | —       | —       | —       |
| 1997–98      | Міннесотський університет | ЗКХА         | 1                | 0                | 0                | 0                | 2                | —       | —       | —       | —       | —       |
| 1998–99      | «Сієтл Тандербердс»       | ЗХЛ          | 70               | 12               | 44               | 56               | 93               | 11      | 1       | 5       | 6       | 12      |
| 1999–00      | «Детройт Вайперс»         | ІХЛ          | 19               | 1                | 9                | 10               | 30               | —       | —       | —       | —       | —       |
| 1999–00      | «Тампа-Бей Лайтнінг»      | НХЛ          | 60               | 2                | 6                | 8                | 87               | —       | —       | —       | —       | —       |
| 2000–01      | «Детройт Вайперс»         | ІХЛ          | 53               | 5                | 8                | 13               | 88               | —       | —       | —       | —       | —       |
| 2000–01      | «Тампа-Бей Лайтнінг»      | НХЛ          | 23               | 5                | 1                | 6                | 21               | —       | —       | —       | —       | —       |
| 2001–02      | «Тампа-Бей Лайтнінг»      | НХЛ          | 81               | 14               | 20               | 34               | 36               | —       | —       | —       | —       | —       |
| 2002–03      | «Тампа-Бей Лайтнінг»      | НХЛ          | 65               | 6                | 12               | 18               | 57               | 11      | 0       | 2       | 2       | 6       |
| 2003–04      | «Тампа-Бей Лайтнінг»      | НХЛ          | 66               | 2                | 8                | 10               | 50               | 5       | 0       | 0       | 0       | 0       |
| 2004–05      | «Біль»                    | НЛБ          | 19               | 12               | 13               | 25               | 30               | —       | —       | —       | —       | —       |
| 2005–06      | «Вашингтон Кепіталс»      | НХЛ          | 77               | 16               | 17               | 33               | 72               | —       | —       | —       | —       | —       |
| 2006–07      | «Вашингтон Кепіталс»      | НХЛ          | 66               | 7                | 13               | 20               | 44               | —       | —       | —       | —       | —       |
| 2007–08      | «Герші Берс»              | АХЛ          | 50               | 11               | 16               | 27               | 83               | —       | —       | —       | —       | —       |
| 2008–09      | «Динамо» (Мінськ)         | КХЛ          | 49               | 3                | 14               | 17               | 85               | —       | —       | —       | —       | —       |
| 2009–10      | «ЕРК Інгольштадт»         | ДХЛ          | 37               | 8                | 24               | 32               | 70               | 10      | 2       | 3       | 5       | 12      |
| Усього в НХЛ | Усього в НХЛ              | Усього в НХЛ | 438              | 52               | 77               | 129              | 367              | 16      | 0       | 2       | 2       | 6       |

### Збірна
| Рік                | Команда            | Турнір             | І | Г | П | О | ШХ |
| ------------------ | ------------------ | ------------------ | - | - | - | - | -- |
| 2000               | США                | ЧС                 | 7 | 0 | 0 | 0 | 4  |
| Національна збірна | Національна збірна | Національна збірна | 7 | 0 | 0 | 0 | 4  |